# Karen Hjulmand
Karen Hjulmand (født 27. oktober 1958) er en dansk journalist med miljø og klima som stofområder. 
Hun er uddannet fra Danmarks Journalisthøjskole i Århus i 1984 med praktik på Danmarks Radio. Hun har siden arbejdet på Danmarks Radio på programmer som Udefra, Kvartifem, Uge-Revyen, Børneradio og Orientering. 
Hun var med i den redaktion, der i 1988 på P1 startede Orientering i sin nuværende form. Hun er sammen med Niels Lindvig de eneste fra den oprindelige redaktion, der stadig er ansat på programmet.
Udover at være fagmedarbejder fungerer hun også som studievært og redaktionssekretær.